# Pandemia de COVID-19 en Queensland

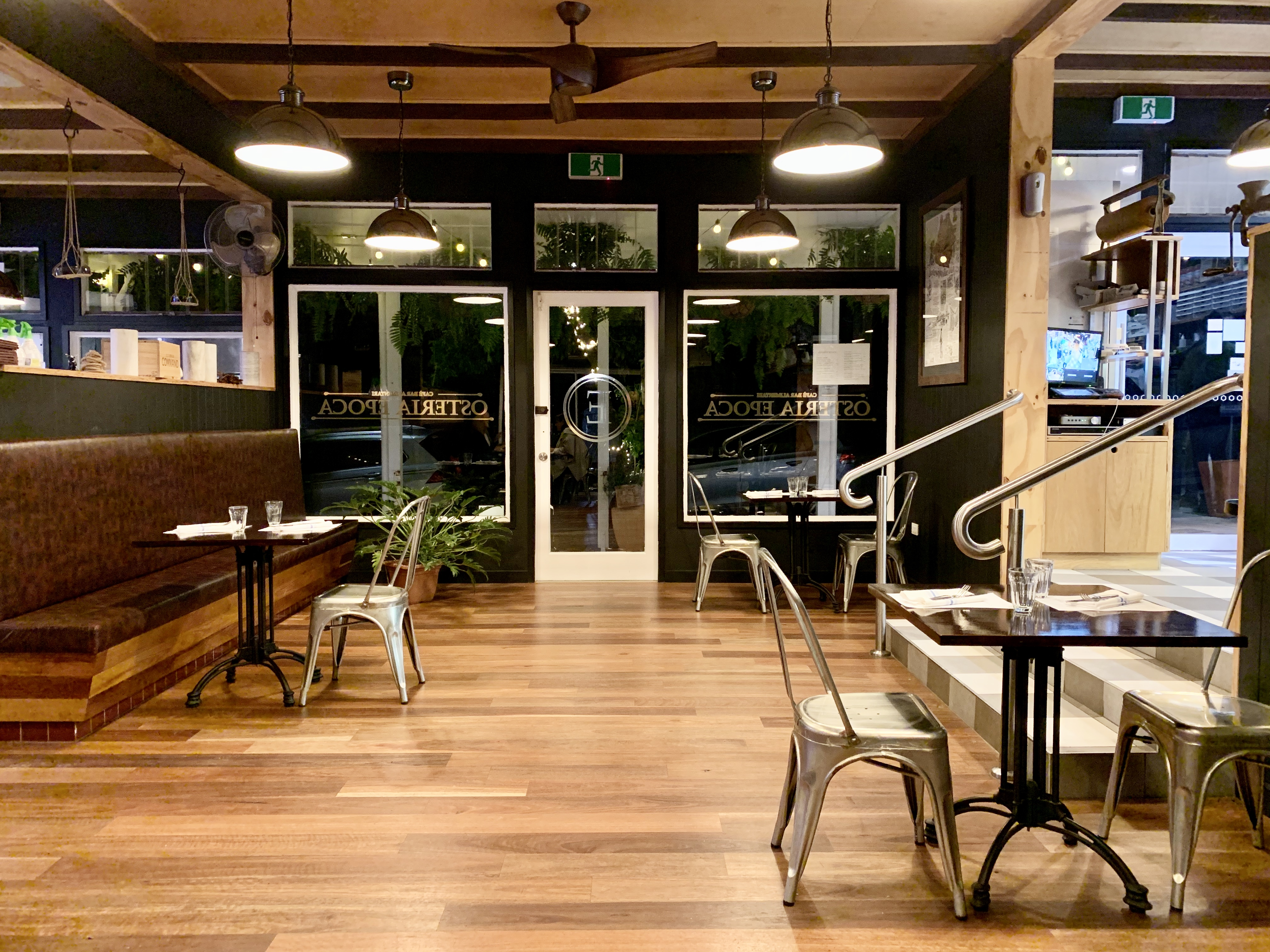
Mesas dispuestas para 10 personas durante la pandemia de COVID-19 en Australia en Osteria Epoca Cafe Bar, Yeronga, Queensland, mayo de 2020

La pandemia del COVID-19 en Queensland es parte de la pandemia de la enfermedad por coronavirus 2019 (COVID-19) causada por el síndrome respiratorio agudo severo coronavirus 2 (SARS-CoV-2). El 29 de enero de 2020, Queensland fue el primer estado en Australia en declarar la emergencia de salud pública. La legislación para la prevención de la transmisión del virus entró en fuerza el 6 de febrero de 2020 mediante la "Acta Enmendada de Emergencias de Salud Pública de 2020". En marzo de 2020, el poder se transladó directamente a la Directora de Salud Pública (en lugar del Ministro de Salud de Queensland) para la toma de decisiones, incluyendo restricciones de movilidad, eventos sociales, actividades de negocios, reuniones, así como también medidas de distanciamiento social, uso de mascarillas, y cierre de fronteras.

## Antecedentes
El 12 de enero de 2020, la Organización Mundial de la Salud (OMS) confirmó que un nuevo coronavirus fue la causa de una enfermedad respiratoria en un grupo de personas en la ciudad de Wuhan, provincia de Hubei, China, que se informó a la OMS el 31 de diciembre de 2019. La tasa de letalidad por COVID-19 ha sido mucho más baja que el SARS de 2003, pero la transmisión ha sido significativamente mayor, con un número total de muertes significativas.

## Estadísticas

### Gráficos

#### Total de infectados por sexo y edad
Fuente: Estadísticas de COVID-19 en Queensland